# Christian Møller (Luthersk Mission)
 Der er flere personer med dette navn, se Christian Møller.
Hans Christian Møller (23. oktober 1834 i Nexø – 16. december 1907 i Rønne) stiftede i 1868 Bornholms Forening til Evangeliets Fremme, som imidlertid 1869 tog navneforandring til Luthersk Missionsforening.
Chr. Møller blev uddannet smed ved et stenbrud i Nexø og omkring 1860-61 kom han og hans kone Elisabeth i berøring med den bornholmske vækkelsespræst Peter Christian Trandberg.
I 1863 meldte Møller og omkring 1500 andre bornholmere sig ud af folkekirken opildnet af P.C. Trandberg og stiftede en evangelisk-luthersk frimenighed. Møller blev af Trandberg optaget på en prædikantskole og fungerede fra 1864 og frem til 1867 som en slags præst i frimenigheden.
I 1866 rejste han til Stockholm for at føre samtaler med Carl Olof Rosenius og resultatet af disse drøftelser blev, at en missionsforening inden for folkekirkens rammer blev stiftet i 1868.
Møller grundlagde bladet Budskab fra Naadens Rige i 1865 og var bladets redaktør frem til sin død i december 1907. Han er begravet på Rønne Kirkegård.